# Hasses bro

Hasses bro eller Fossumsbron är en gång- och cykelbro längs Strandpromenaden, Uddevalla. Den korsar Bäveån vid en naturskön och historiskt intressant plats i höjd med gamla regementet Bohusläns regemente i Uddevalla invid en fors där Fossums kvarn och Fossumsbergs kvarn legat sedan 1700-talet, och där ett elverk låg i början av 1900-talet. 
En bro har funnits på platsen för Hasses bro sedan innan 1800-talet. En tidigare bro rasade på 1930-talet i samband med att en ny generator skulle transporteras över bron till det dåvarande elverket vid forsen, men bron byggdes då omgående upp igen. Bron förföll under senare delen av 1900-talet, och togs bort 2014 för att den ansågs sönderrostad och farlig att använda. 
På initiativ av ögonläkaren och Uddevallabon Hans Ryberg så mobiliserades 2014 en opinion tillsammans med lokaltidningen Bohusläningen. Oktober 2015 påbörjades bygget av den nya bron, och på Valborgsmässoafton 2016 invigdes det som sedan dess kallas Hasses bro i närvaro av Hans Ryberg och av eldsjälen bakom Strandpromenaden - Erland Holmdal.